# Acianthera pardipes
Acianthera pardipes  là một loài phong lan.

## Hình ảnh

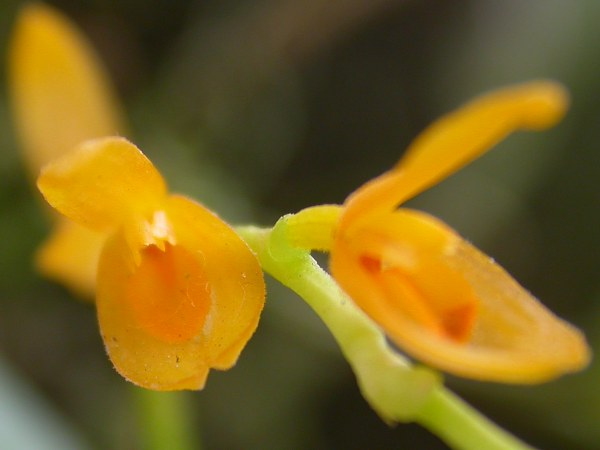
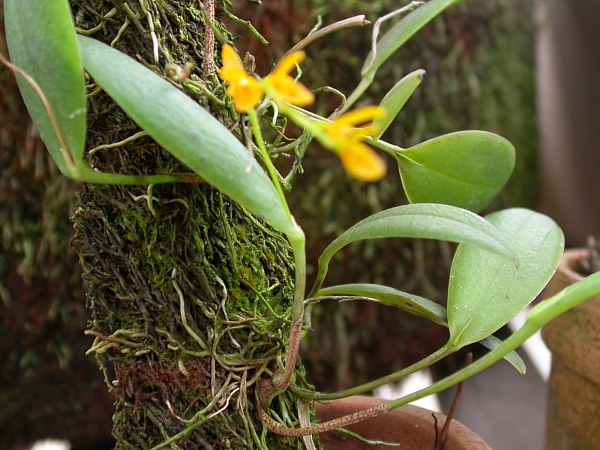
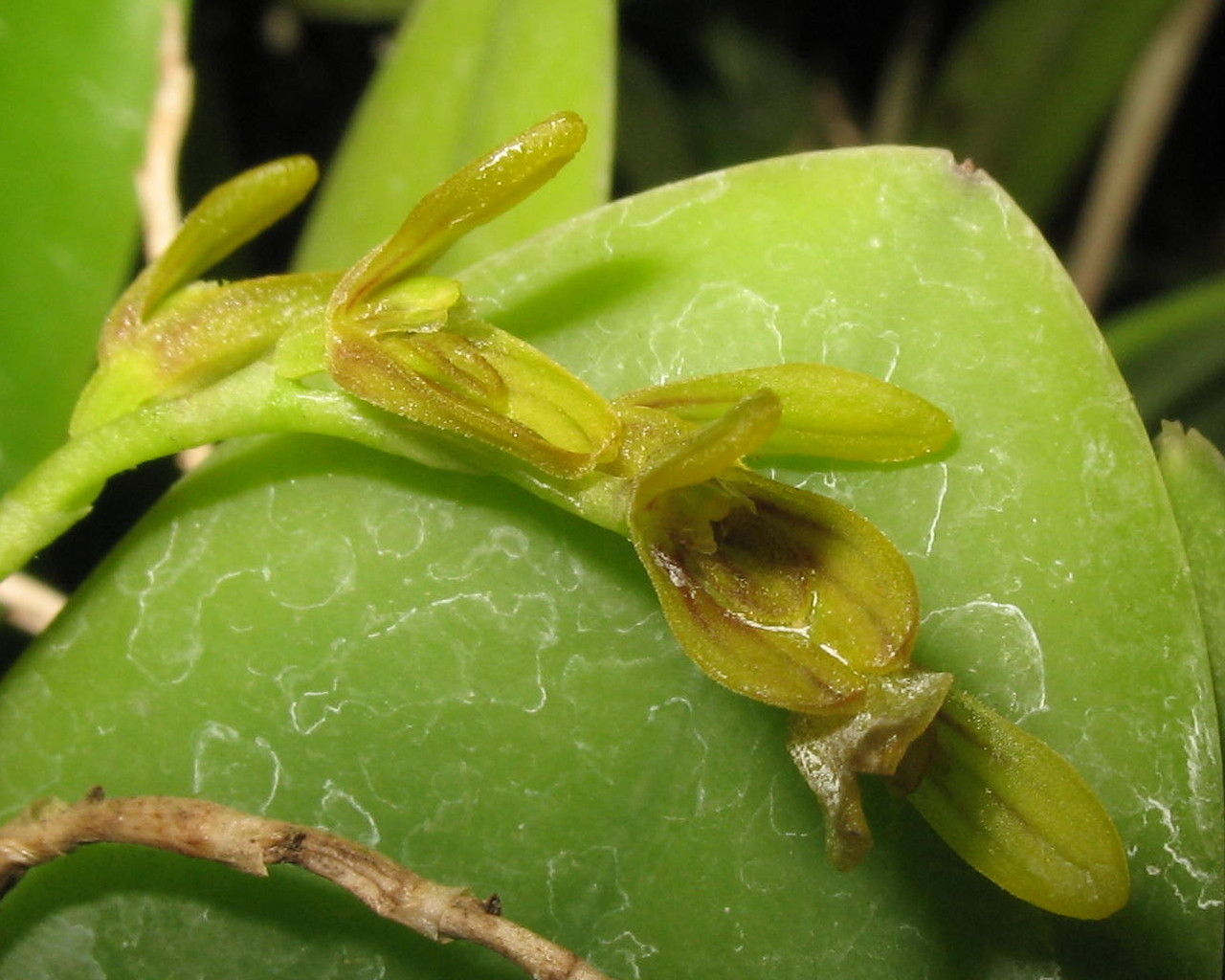
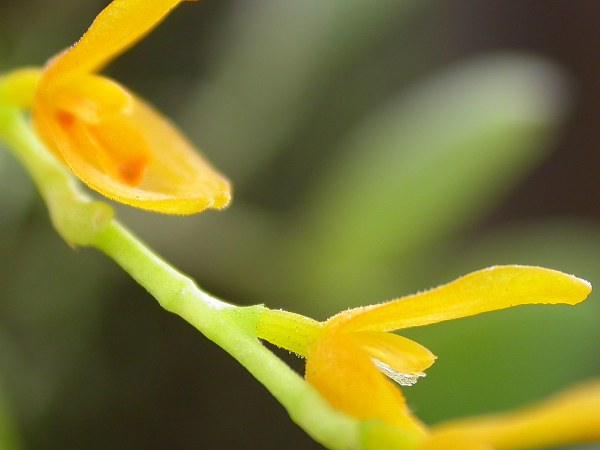